# Ponte romano di Susegana
Il Ponte di Susegana è uno dei molti ponti romani sulla Via Claudia Augusta a Susegana, nel nord Italia. La piccola struttura si distingue per il suo arco ribassato, che lo classifica come ponte romano ad arco ribassato.
Essendo il quinto di un totale di sei antichi ponti nella frazione di Colfosco, attraversa un torrente, a valle del ponte della strada provinciale, poco prima che la strada raggiunga il bivio per Falzè di Piave.
Il ponte è largo 5,3 m; il suo unico arco, costruito con undici pietre irregolari a forma di cuneo, ha una luce netta di 3 m e un'alzata molto bassa rispetto all'arco standard del ponte semicircolare dell'antichità. La sua costruzione è datata alla prima metà del I secolo d.C.
Tali archi piatti a risparmio di materiale si verificano abbastanza frequentemente negli antichi ponti del Veneto, suggeriscono la presenza di una scuola edilizia locale. Una delle ragioni di questa concentrazione potrebbe essere stata la particolare topografia della regione costiera, i cui terreni alluvionali soffici non sarebbero stati adatti per i massicci archi semicircolari e i pilastri caratteristici per la costruzione dei ponti romani. Inoltre, la forma dei ponti ad arco ribassato, con la cresta più bassa, costituiva un minor ostacolo al traffico pedonale e agli animali da soma, un evidente vantaggio nel piatto paesaggio veneziano.
Secondo le fonti, la struttura era ancora in buone condizioni nel 1938, ma da allora ha subito un grave deterioramento a causa del crollo di una delle sue spalle, che ne ha causato l'interramento a monte.